# Sabah Al-Ahmad Al-Džabir Al-Sabah
Sabah Al-Ahmad Al-Džabir Al-Sabah (16. lipnja 1929. – 29. rujna 2020.), je aktualni emir Kuvajta i zapovjednik Kuvajtskih oružanih snaga. Četvrti je sin sultana Džabira Al-Sabaha, koji je preminuo 29. siječnja 2006. Bio je ministar vanjskih poslova 40 godina, od 1963. do 2003.
Obilježje njegove vladavine je pravo glasa za žene.